# 로어노크 밸리 램페이지
| 로어노크 밸리 램페이지 | |
| 콘퍼런스               | |
| 디비전                 | 이스트 디비전 (1992년~1993년) |
| 설립연도               | 1992년 |
| 해체연도               | 1993년 |
| 역사                   | 내슈빌 사우스 스타스 (1981년~1983년) 버지니아 랜서즈 (1983년~1990년) 로어노크 밸리 레벨스 (1990년~1992년) 로어노크 밸리 램페이지 (1992년~1993년) 헌츠빌 블래스트 (1993년~1994년) 탤러해시 타이거 샤크스 (1994년~2001년) 메이컨 우피 (2001년~2002년) 렉싱턴 맨오워 (2002년~2003년) 유타 그리즐리스 (2005년~현재) |
| 경기장                 | 란슬롯 스포츠 콤플렉스 |
| 연고지                 | 버지니아주 빈턴 |
| 상징색                 | 파랑, 빨강, 하양 |
| 구단주                 | |
| 단장                   | |
| 감독                   | |
| NHL 제휴               | |
| AHL 제휴               | |
| 정규시즌 우승          | |
| 콘퍼런스 우승          | |
| 디비전 우승            | |
| 켈리 컵                | |
| 영구 결번              | |

로어노크 밸리 램페이지(Roanoke Valley Rampage)는 미국 버지니아주 빈턴을 연고지로 하는 1992년부터 1993년까지 ECHL 소속되었던 아이스 하키팀이다.
1993년 연고지를 앨라배마주 헌츠빌 (헌츠빌 블래스트)로 이전했다.

## 역대 홈경기장
| 경기장                 | 사용기간      | 수용인원 | 장소            | 비고 |
| ---------------------- | ------------- | -------- | --------------- | ---- |
| 로어노크 밸리 램페이지 |               |          |                 |      |
| 란슬롯 스포츠 콤플렉스 | 1992년~1993년 | 빈칸     | 버지니아주 빈턴 | 빈칸 |